# Hovskisnovski
Hovskisnovski er slang for opblæst, storskrydende og pralende. 
Udtrykket er af ODS's redaktion registreret brugt af skuespilleren Poul Reichhardt i 1946. Det er afledt som en spøgende russiskklingende udgave af det ældre udtryk hovs(en)gesnovsen. Dette ord er igen sammensat af hovsk eller høvsk med betydningen "stolt, storsnudet" og gesnovsen, dannet efter tysk Schnauze ("snude") som en gengivelse af storsnudet.
Ordet er karakteriseret som et vrøvleord på linje med f.eks. lirumlarum, tummelumsk og hulter til bulter, dvs. ord, som anvendes for at gøre det, man vil sige, uhøjtideligt.